# Nitder Pizzani
Ladyy Nitder Pizzani Rodríguez (Rocha, 1948) es un ex futbolista uruguayo; su posición era delantero.

## Biografía
Nació en Rocha, fue con la familia a vivir a Maldonado cuando tenía 5 años. A los 14 años se mudó a San Carlos, mantenido por el presidente de Libertad Lito García. En 1972 se fue a Montevideo. Después que terminara su carrera futbolística, se mudó a Punta del Este, donde trabajó por 30 años.

## Características Técnicas
Se trataba de un veloz puntero por ambas bandas con gol, claro está que por aquellos años Fernando Morena centralizaba el ataque aurinegro por su enorme cuota de gol, Pizzani en sus orígenes fue número 9 pero por la razones anteriormente expuestas se volcó a jugar más como el clásico puntero tradicional por aquellos años, posición casi en extinción en estos tiempos que corren.

## Carrera

### Club
Se crio desde juvenil en Libertad, equipo de San Carlos, donde jugó desde los 13 a los 18 años en la Tercera División, debutó en el primer equipo del club con 15 años. también jugó en la selección de Maldonado; tuvo un breve paso por Sud América de Montevideo, que terminó a causa de pagos atrasados por parte del club. En 1970-1971 jugó en Libertad; En 1972 se convirtió en parte de Peñarol: no jugó como titular por varios años, ganando un campeonato nacional en 1975 y también participó en tres ediciones de la Copa Libertadores (1975, 1976 y 1977). En 1977 fue vendido a Guaraní de Paraguay, con el que permaneció hasta 1978. En 1979 jugó para Montevideo Wanderers; en la primera parte de 1980 tuvo su segunda experiencia en el extranjero, en Colombia: jugó 28 partidos con 3 goles, en el atlético Bucaramanga. En el segundo semestre de 1980 jugó por tres meses en Rentistas, donde descendió a la Segunda División; recindió entonces el contrato y jugó durante seis años en Ituzangó. Al final de la década de 1980 cerró su carrera después de jugar en algunos equipos de divisiones inferiores de Uruguay.

### Selección nacional
Hizo su debut en la selección nacional de Uruguay el 12 de enero de 1977: jugó tres partidos en la clasificación para el campeonato del mundo en 1978 , anotando 2 goles contra Venezuela, fue el máximo anotador de Uruguay en el torneo, junto con Darío Pereyra, con 2 goles.

## Palmarés

### Club

#### Competiciones nacionales
- Campeonato Uruguayo: 3

Peñarol: 1973, 1974, 1975